# Biscoe-Inseln
Die Biscoe-Inseln (englisch Biscoe Islands, in Argentinien Archipiélago Biscoe, in Chile Islas Biscoe) sind eine Inselkette, die sich in etwa 30 km Abstand über eine Länge von 135 Kilometer parallel zu Grahamland in Westantarktika erstreckt (Küstenabschnitte Graham-Küste im Norden und Loubet-Küste im Süden) und von diesem durch den Grandidier-Kanal getrennt ist. Im Norden wird sie durch die Southwind-Passage vom Wilhelm-Archipel getrennt. Im Süden trennt die Matha-Straße die Biscoe-Inseln von der Adelaide-Insel.
Die sechs Hauptinseln der Gruppe sind die Renaud-Insel, die Rabot-Insel, die Lavoisier-Insel (von Chile Serrano-Insel und von Argentinien Mitre-Insel genannt), Krogh Island, die Watkins-Insel und Belding Island.
Weitere nennenswerte Inseln und Inselgruppen der Biscoe-Inseln sind die Adolph Islands, die Barcroft-Inseln, Bates Island, Bazett Island, die Bernal-Inseln, die Büdel-Inseln, Clements Island, Cornet Island, Decazes Island, DuBois Island, das Extension Reef, die Garde-Inseln, Guile Island, die Hardy Rocks, die Hennessy-Inseln, Holmes Island, Hook Island, Horvath Island, die Huddle Rocks, die Karelin-Inseln, Lacuna Island, Laktionov Island, Milnes Island, die Palosuo-Inseln, die Pitt-Inseln, Schule Island, die Symington-Inseln, die Trivial-Inseln, die Vieugué-Insel, die Wiese-Inseln, Wittmann Island und Woolpack Island.
Die Inselgruppe wurde 1832 von dem englischen Schiffskapitän John Biscoe entdeckt.
Die Biscoe-Inseln werden gelegentlich mit der Adelaide-Insel und kleineren vorgelagerten Inseln (u. a. Liard-Insel) zu den Adelaide- und Biscoe-Inseln zusammengefasst.